# Auto volante
Con il termine auto volante si intende un'automobile in grado anche di volare. Questo mezzo di trasporto è stato messo in particolare risalto da vari film fantascientifici, come nei casi ad esempio di Blade Runner, Chitty Chitty Bang Bang, Il quinto elemento e Ritorno al futuro II, ma vi sono stati anche molti studi per le sue applicazioni pratiche e più volte è stata annunciata come di imminente commercializzazione. I progetti più discussi sono stati negli ultimi anni quelli della Terrafugia Transition, della Terrafugia TF-X e dell'AeroMobil 3.0, che già presentati sarebbero dovuti uscire a partire dal 2019 come primi autoveicoli volanti prodotti e successivamente immessi sul mercato, ma per il momento non hanno avuto seguito concretamente.
È del 2025 invece il primo test assoluto su strada di un nuovo modello, la Alef Model A, progettato a partire dal 2023 dalla Alef Aeronautics; l'auto volante, è completamente elettrica e in grado di decollare verticalmente, grazie a propulsori posizionati nel cofano e nel bagagliaio e potrebbe essere commercializzata nei prossimi anni.

## Storia
(Henry Ford, 1940)

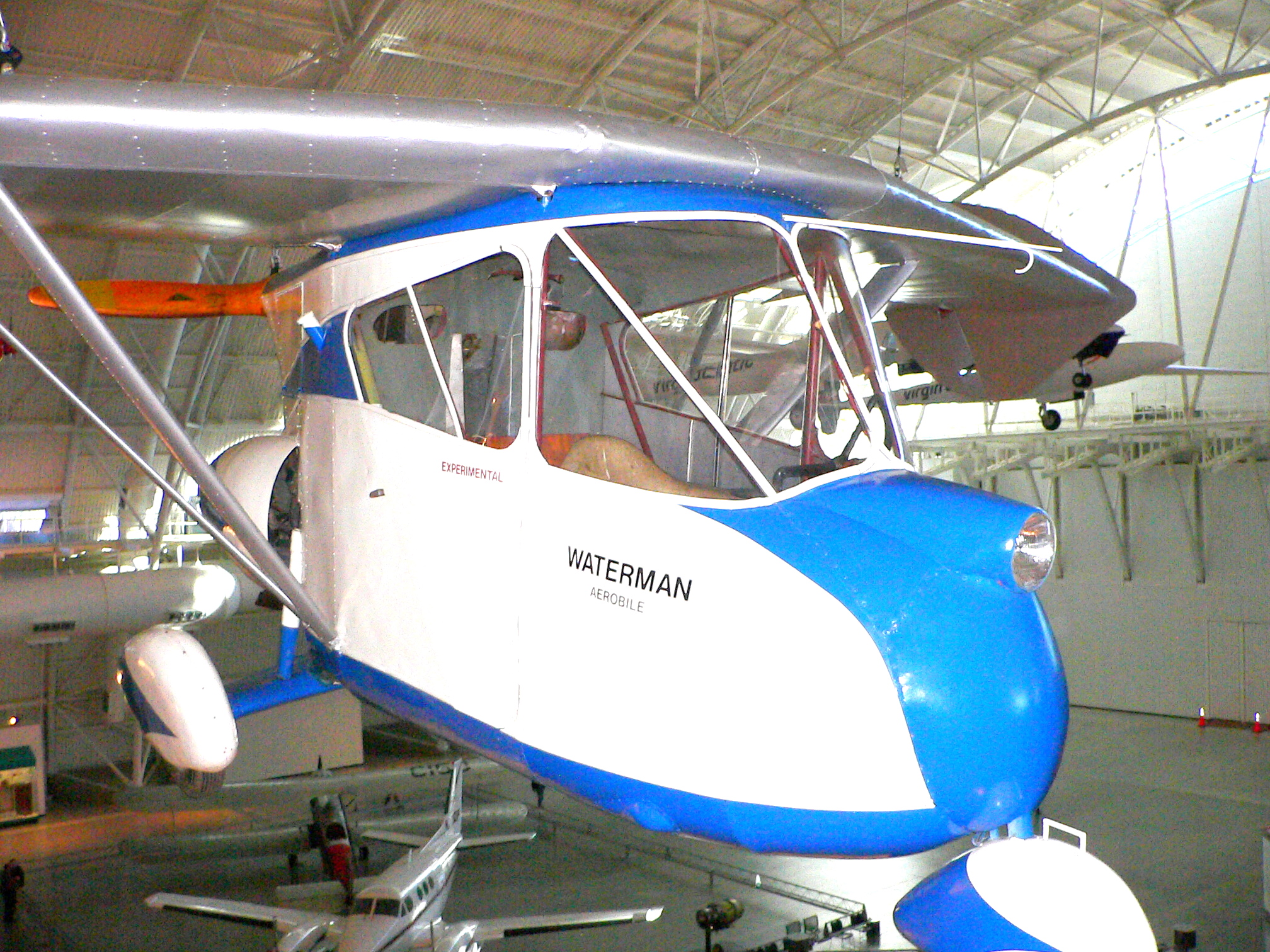
L'Aerobile di Waterman

Da sempre nell'immaginario collettivo come mezzo di trasporto futuristico, l'auto volante detta anche aviomobile nel corso degli anni ha avuto molti interessi da parte della comunità scientifica, soprattutto per la comodità che il mezzo potrebbe avere nella vita di tutti i giorni. Nel corso del XX secolo sono stati diversi i progetti e i prototipi realizzati per far diventare l'auto volante realtà.
Il primo esempio viene fatto risalire al 1917, ad opera di Glenn Curtis. L'Autoplane di Curtis, con scarse capacità di carico, nonostante fosse teoricamente un'opera entusiasmante, non volò mai e il progetto fallì.
Il secondo progetto fu del 1933, per mano dell'U.S. Air Commerce Bureau che istituì un concorso rivolto a tutti i progettisti di aeromobili. Il prototipo più interessante fu l'Aerobile di Waldo Waterman, simile nel funzionamento ad una normale automobile. A causa della Grande depressione che in quegli anni colpì l'intera economia mondiale, il veicolo non fu però mai certificato e di conseguenza anche il secondo tentativo svanì.

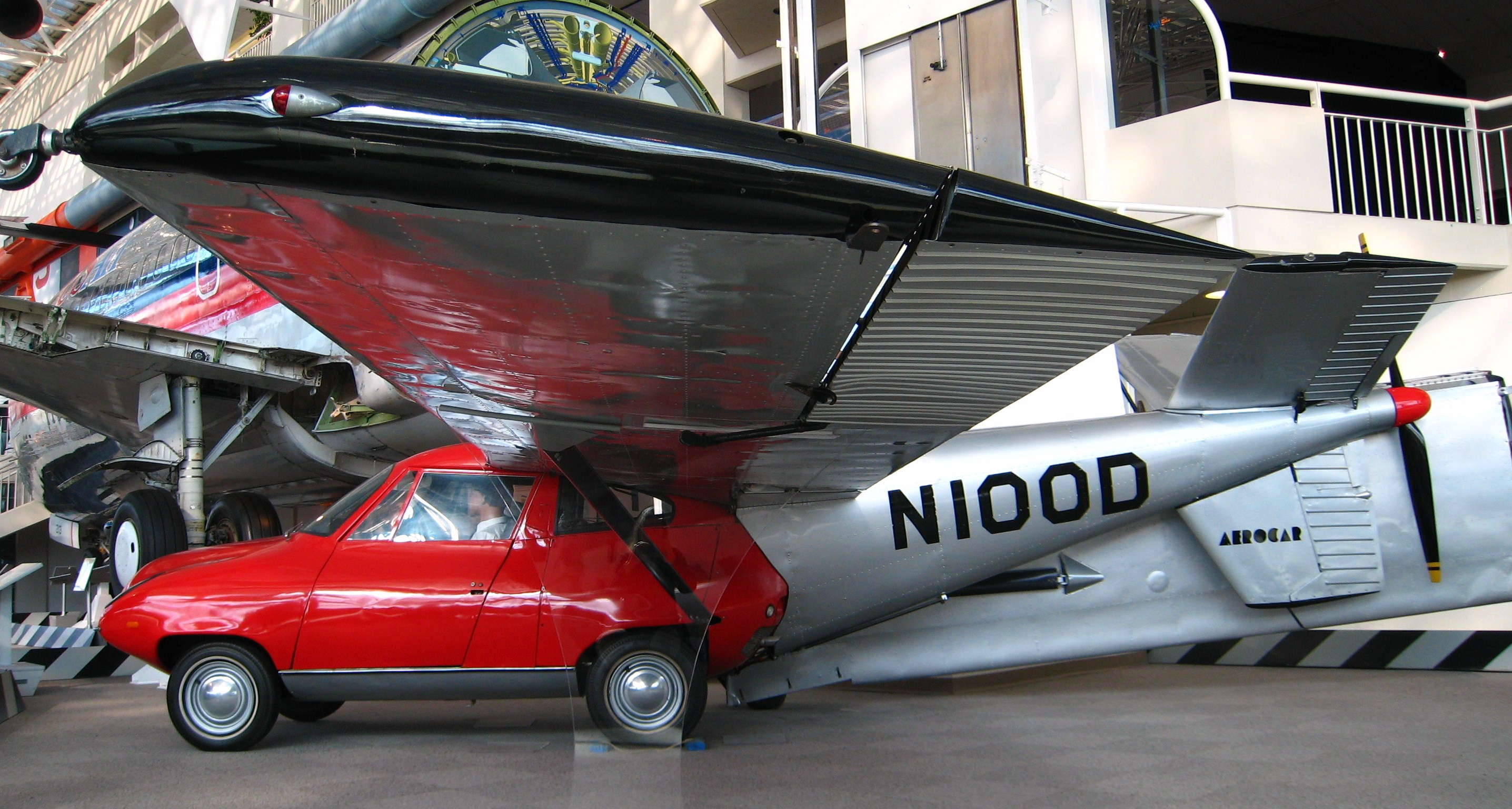
L'Aerocar di Taylor

Negli anni quaranta, almeno altri tre progetti tentarono di entrare nel mercato. Il primo, nel 1945, riuscì ad ottenere il certificato di volo, ma a causa della pesantezza e della lentezza del veicolo, non fu mai prodotto in serie. Nel 1947 fu progettata la Convaircar, con abitacolo in fibra di vetro che poteva ospitare 4 persone, dotato di ali rimovibili nella parte superiore. Ma durante un test di volo, il veicolo precipitò, uccidendo il pilota. Fu quindi abbandonata anche quell'idea.
Due anni più tardi fu la volta dell'Aerocar di Molt Taylor, una via di mezzo tra un'automobile e una macchina volante. L'auto, certificata, riuscì ad ottenere dal suo produttore un accordo per la produzione di massa, ma le condizioni imposte non permisero al veicolo di essere immesso sul mercato. Ne furono costruiti sei modelli, di cui uno ancora oggi esistente.
Nello stesso periodo, seguente al termine della seconda guerra mondiale, studi vennero fatti anche in altre parti del mondo, ad esempio in Italia venne presentata la Colli PL 2C.
Nella prima metà degli anni settanta, la Advance Vehicle Engineers disegnò la Mizar, un ibrido dal costo anche abbordabile per la produzione di massa. Purtroppo anche la Mizar durante un test di volo uccise il pilota e il suo inventore, chiudendo i battenti.
In seguito fu progettata lo Skycar dal Dr. Paul Moller, già in studio dal 1962. Dal 1989 il veicolo ha già effettuato con successo oltre 200 test di volo, e la produzione di massa, peraltro più volte procrastinata, era prevista per il 2012, ma attualmente non è ancora stata certificata.

### Terrafugia Transition, Terrafugia TF-X e AeroMobil 3.0

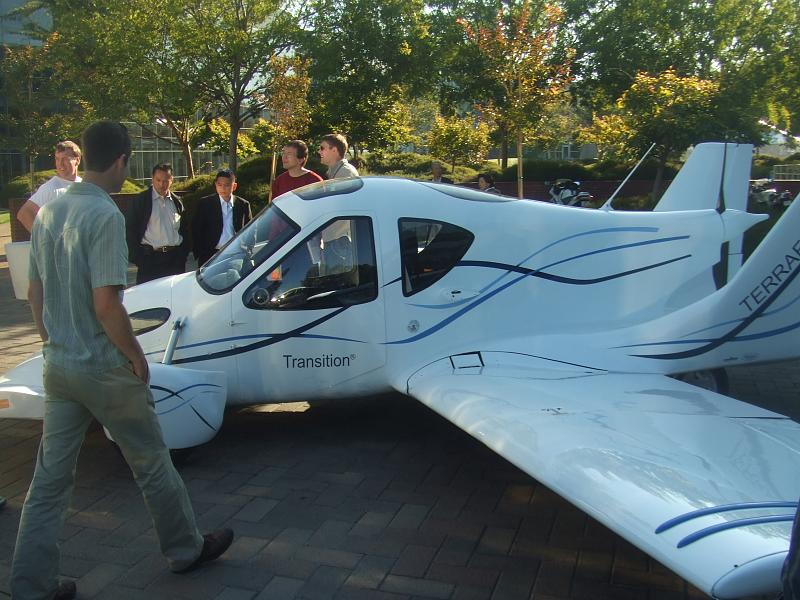
Transition, l'auto volante prodotta da Terrafugia

Gli ultimi progetti ed anche i più concreti sono quelli della Terrafugia e AeroMobil. La Transition è una vettura prodotta dalla Terrafugia, compagnia statunitense fondata nel 2006 da un gruppo di ingegneri del MIT, con lo scopo di produrre esclusivamente automobili volanti. Lunga 6 metri, grazie alle ali ripiegabili, secondo il costruttore, è in grado di completare la trasformazione da auto normale in auto volante in circa 30 secondi, premendo un solo tasto. Così la Terrafugia Transition diventa larga solo 2 m e può trovare posto anche in garage. Può volare per più di 650 km a 185 km/h ed essere guidata su strada a velocità autostradali. Funziona a normale benzina verde. Secondo la stessa compagnia, l'auto dovrebbe uscire sul mercato entro pochi anni. Con un costo iniziale di quasi 280.000 dollari, Transition ha già effettuato con successo decine di voli ed è pronta per la fase di sviluppo finale che la porterà a debuttare sul mercato.
Anche un altro modello progettato da Terrafugia, la TF-X, ibrida, a decollo verticale, senza bisogno di pista di atterraggio e che può raggiungere i 300 km/h in volo potrebbe essere commercializzata nei prossimi anni. Presenta un aspetto più simile ad un automobile rispetto alla Transition che in volo presenta invece fattezze da elicottero.
Nel 2014 al Piooner Festival di Vienna è stato invece presentato il prototipo di "AeroMobil 3.0", costruito da un'azienda slovacca, dopo che in passato svariati tentativi erano stati fatti per prototipi del genere. Il modello 3.0 sembra essere quello meglio riuscito, con caratteristiche molto simili alla Terrafugia.
Un altro prototipo è quello della 'PAL-V', più simile a una moto, che si muove come un elicottero. Iniziata a progettare nel 2008, può raggiungere i 180 km/h ed avere un'autonomia in volo dai 350 ai 500 km.